# 다이쇼금

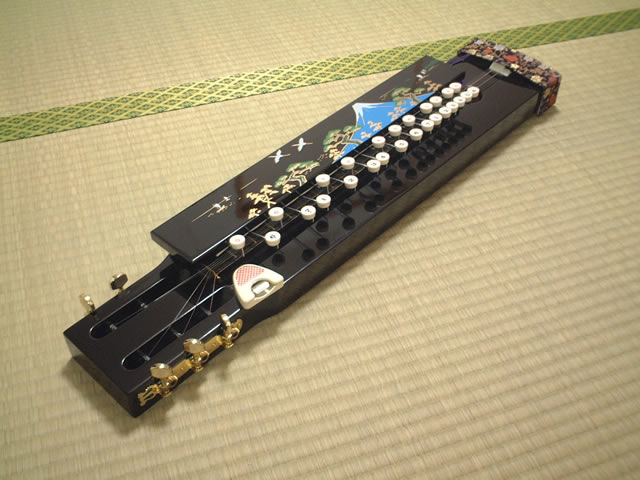

다이쇼금(일본어: 大正琴 타이쇼고토[*])은 속이 빈 목제 몸통에 2-12개의 금속 현을 붙이고 건반을 갖추어, 왼손으로 건반을 누르고 오른손의 의갑(義甲)으로 현을 튕겨 연주하는 현악기다.
1912년(다이쇼 원년), 나고야 사람 모리타 고로(森田吾郎)가 이현금을 바탕으로, 타자기의 자판 키에 영감을 얻어 발명한 근대 창작악기다. 키 배열은 피아노 건반과 같이 하였고, 처음 발명했을 때 음역은 2옥타브였다. 처음부터 금속제 현을 사용했는데, 종래의 일본 금(琴)의 현은 견사였기 때문에 음색부터 종래의 일본금과 이질적인 것이었다.
건반 덕분에 초보자도 음높이를 정확하게 짚을 수 있어서 비교적 간편한 연주가 가능했다. 때문에 다이쇼 시대에 가정용 악기로 유행했다.